# 中国古代爱情故事新编
《中国古代爱情故事新编》（英語：Love Stories in Ancient China）导演周晓刚，主演姜妍、王磊、高洋、郑磊、张建新。，从2009年1月26日起在广西卫视每天中午11点半六集连播，该剧每四集一个故事，讲述了15个从古至今的经典爱情故事：《西厢记》、《梁山伯与祝英台》、《钗头凤》、《杜十娘》，《孔雁东南飞》等传统经典让人期待。

## 剧情
该剧根据中国古典文学、中国戏曲曲目改编而成，一共15个故事，每4集一个故事，分别是：
- 《花为媒》
- 《杜十娘》
- 《钗头凤》
- 《花田错》
- 《狮吼记》
- 《孔雀东南飞》
- 《西厢记》
- 《梁祝》
- 《双鸳记》
- 《金玉奴》
- 《玉堂春》
- 《苏小小》
- 《东施记》
- 《唐伯虎》
- 《聂小倩》

## 演出
| 演员   | 角色 | 备注 |
| 姜妍   |      |      |
| 王磊   |      |      |
| 高洋   |      |      |
| 郑磊   |      |      |
| 张建新 |      |      |